# Ostiglia
Ostiglia – miejscowość i gmina we Włoszech, w regionie Lombardia, w prowincji Mantua.
Według danych na rok 2004 gminę zamieszkiwało 7201 osób, 184,6 os./km².